# Эйрс, Томас
Томас Эйрс (англ. Thomas Ayres; июль 1828, Херефорд, Западный Мидленд — 31 июля 1913, Потчефструм, Северо-Западная провинция) — южноафриканский торговец, золотоискатель и натуралист британского происхождения.

## Биография
Эйрс родился в семье Джона Эйрса и Элен Дюшеснэ. Его отец занимал должность мэра города Херефорд. В 1850 году семья эмигрировала в Наталь, став частью первой большой волны британских переселенцев в этот регион. С 1852 года Томас пытался заниматься добычей золота в Австралии, однако успеха не добился. Вернувшись в Наталь, он поселился рядом с Пайнтауном и занялся выращиванием сельскохозяйственных культур. В свободное время Эйрс увлекался коллекционированием птиц.
Под влиянием Харриетт Эмилии Коленсо, дочери первого англиканского епископа Наталя Джона Уильяма Коленсо, Эйрс познакомился с британским орнитологом Джоном Генри Герни, с которым впоследствии завязалась многолетняя дружба. Между 1859 и 1873 годами Герни опубликовал одиннадцать научных статей в журнале Ibis, посвящённых видам птиц, собранных Эйрсом.
В 1865 году Эйрс переехал в Потчефстром, где уже жил его брат Уолтер. Здесь он зарабатывал охотой и торговлей, продолжая собирать птиц, насекомых, бабочек дневных и ночных видов. Среди находок было редкое насекомое Lepidochrysops hypopolia, которое предположительно исчезло окончательно в 1879 году. Дом Эйрса, известный как «Арка» или «Хижина дядюшки Тома», был заполнен чучелами животных, преимущественно птиц. Орнитолог Остин Робертс, ученик Эйрса, часто посещал его дом.
В начале 1870-х годов Эйрс неудачно занимался поиском золота в полях Лиденбурга. Начиная с 1880 года он сопровождал охотничьи экспедиции в Матабелеленд и Машоналенд, среди участников которых был ирландский охотник и исследователь Джеймс Слиго Джеймсон (1856—1888). Собранные во время этих экспедиций виды птиц были описаны Джорджем Эрнестом Шелли в журнале Ibis в 1882 году.
Помимо прочего, Эйрс также занимался пивоварением, производя пиво под названием «Ayres XX Pale Ale». Однако после того, как частное производство пива стало незаконным согласно новому закону, он вынужден был закрыть свою пивоварню.
Эйрс был женат, в браке родился сын Томас Ламберт, племянника которого Альфред Д. Миллар стал лепидоптерологом.

### Почести
В честь Томаса Эйрса названы следующие таксоны:
- Sarothrura ayresi
- Hieraaetus ayresii
- Cisticola ayresii
- Также растение вида Sesuvium ayresii из семейства Aizoaceae носит его имя.